# East of Scotland Championships 2010
Die East of Scotland Championships 2010 im Badminton fanden vom 27. bis zum 28. März 2010 in Edinburgh statt.

## Sieger und Platzierte
| Disziplin    | Gold                           | Silber                         | Bronze                           |
| ------------ | ------------------------------ | ------------------------------ | -------------------------------- |
| Herreneinzel | Gordon Thomson                 | Daryl Jacobs                   | Jamie van Hooijdonk              |
| Herreneinzel | Gordon Thomson                 | Daryl Jacobs                   | Gordon Hoggan                    |
| Dameneinzel  | Kate Robertshaw                | Jaclyn Gilliland               | Lindsay Campbell                 |
| Dameneinzel  | Kate Robertshaw                | Jaclyn Gilliland               | Linda Sloan                      |
| Herrendoppel | David Forbes Stewart Kerr      | Ben Stawski Paul van Rietvelde | Colin Dow William Hilton-Jackson |
| Herrendoppel | David Forbes Stewart Kerr      | Ben Stawski Paul van Rietvelde | Martin Campbell Angus Gilmour    |
| Damendoppel  | Emma Cook Caitlin Pringle      | Lindsay Campbell Victoria Wan  | Claire Crosbie Fiona Rae         |
| Damendoppel  | Emma Cook Caitlin Pringle      | Lindsay Campbell Victoria Wan  | Gillian Sloan Linda Sloan        |
| Mixed        | Gordon Hoggan Lindsay Campbell | Patrick MacHugh Emma Cook      | Lewis Gallacher Caitlin Pringle  |
| Mixed        | Gordon Hoggan Lindsay Campbell | Patrick MacHugh Emma Cook      | David Forbes Kaity Hall          |